# نبي كندي (تكاب)
نبي كندي هي قرية في مقاطعة تكاب، إيران. عدد سكان هذه القرية هو 1,383 في سنة 2006.